# Anomala toxopei
Anomala toxopei är en skalbaggsart som beskrevs av Carsten Zorn 2006. Anomala toxopei ingår i släktet Anomala och familjen Rutelidae. Inga underarter finns listade i Catalogue of Life.